# Beskid (Tatry)

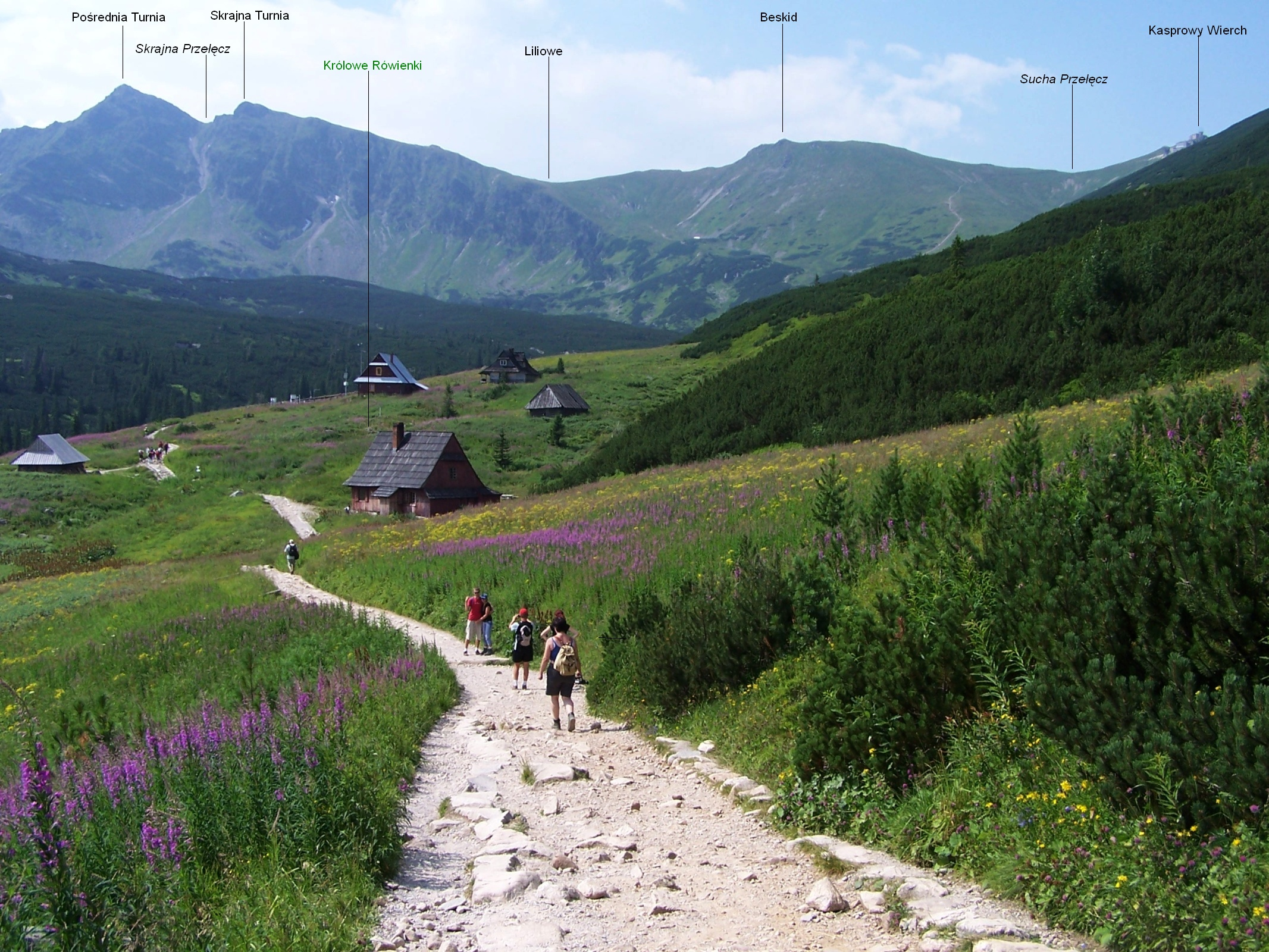
Beskid widziany z Doliny Gąsienicowej

Beskid (2012 m) – najdalej na wschód wysunięty szczyt w grani głównej Tatr Zachodnich, położony pomiędzy Suchą Przełęczą (1950 m) a przełęczą Liliowe (1952 m) w głównej grani Tatr.
Władysław Cywiński wyróżnia jeszcze pomiędzy Beskidem a przełęczą Liliowe Liliową Kopkę (ok. 1975 m), oddzieloną od Beskidu przełączką Wyżnie Liliowe (ok. 1965 m). Beskid znajduje się w grani głównej, którą biegnie granica słowacko-polska. Po słowackiej stronie stoki Beskidu opadają do Doliny Cichej. Nieco poniżej szczytu Beskidu wyrasta z niego na południową stronę grzęda rozdzielająca dwa duże żleby opadające do Doliny Cichej. Po polskiej stronie stoki Beskidu opadają do Doliny Gąsienicowej, a opadająca z niego wypukłość stanowi orograficznie prawe ograniczenie Kotła Kasprowego (górne piętro Doliny Gąsienicowej).
Beskid to niewybitny szczyt, zbudowany z różowych granitów (granodiorytów), które położone są na skałach osadowych. Należy do tzw. wyspy krystalicznej Goryczkowej – grupy kilku szczytów zbudowanych z granitu, a położonych na podkładzie wapiennym. Grupę wapiennych skałek można dostrzec np. wśród kosodrzewiny u podnóży północnych stoków. Sam szczyt jest kamienisty, natomiast jego stoki są bardziej łagodne i trawiaste.
Jest łatwo osiągalny z Kasprowego Wierchu i często odwiedzany. Leży bowiem na popularnym graniowym szlaku turystycznym, często też wchodzą na niego turyści przyjeżdżający kolejką na Kasprowy Wierch i odbywający krótki spacer granią w kierunku przełęczy Liliowe. Wskutek masowego ruchu turystycznego ścieżka turystyczna rozdeptana jest w szeroki trakt, a roślinność poważnie zniszczona. Z rzadkich w Polsce roślin występuje m.in. babka górska (stanowisko potwierdzone w 2001).
W Dolinie Gąsienicowej u podnóży Beskidu w roku 1934-36 budował prywatne schronisko Eugeniusz Sieczka-Gąsienica. Jednakże otwarcie w 1936 r. Kolei linowej Kasprowy Wierch i restauracji spowodowało, że splajtował. Resztki murów tego schroniska, nazywane przez narciarzy i ratowników Gienkowymi Murami, zostały usunięte dopiero w 2006 r.

## Szlaki turystyczne
odcinek czerwonego szlaku Kasprowy Wierch – Świnica. Czas przejścia: 1.40 h, ↓ 1.20 h